# The Slits
The Slits este o formație post-punk britanică.  Cvartetul a fost format în 1976 din membri ai formațiilor „The Flowers of Romance” și „The Castrators”: Ari Up (Arianna Forster) și Palmolive (Paloma Romera, care mai apoi a mers la formația „The Raincoats”), cu Viv Albertine și Tessa Pollitt înlocuind membrii fondatori Kate Korus și Suzy Gutsy. Palmolive a fost înlocuită de toboșarul Budgie (alias Pete Clarke), care cântase înainte cu „The Spitfire Boys”, iar mai apoi a mers la Siouxsie & the Banshees.

## Membrii
- Ari Up - vocalistă
- Kate Korus - chitară
- Suzy Gutsy - chitară bas
- Palmolive - baterie

- (1976-1978)

- Ari Up - vocalistă
- Viv Albertine - chitară
- Tessa Pollitt - chitară bas
- Palmolive - baterie

- (1979)

- Ari Up - vocalistă
- Viv Albertine - chitară
- Tessa Pollitt - chitară bas
- Budgie - baterie

- (1980-1981)

- Ari Up - vocalistă
- Viv Albertine - chitară
- Tessa Pollitt - chitară bas
- Bruce Smith - baterie

- (2006)

- Ari Up - vocalistă
- Hollie Cook - vocalistă
- NO - chitară, vocalistă
- Tessa Pollitt - chitară bas
- Anna Schulte - tobe

## Discografie

### Albume de studio
- Cut (Island Records), 1979)
- Return of the Giant Slits (CBS), 1981)
- Revenge Of The Killer Slits (EP),(2006)

### Albume din concert
- Bootleg Retrospective (Rough Trade, 1980)
- Live at the Gibus Club
- Typical Girls - Live in Cincinnati & San Fransisco USA (Basic Records, 1980)

### Compilații
- The Peel Sessions (Strange Fruit, 1988)
- In the Beginning (Jungle Records, 1997)

### Single-uri
- "Typical Girls"/"I Heard It Through the Grapevine" (Island, 1979) UK #60
- "In The Beginning There Was Rhythm" (split single with The Pop Group), (Y Records/Rough Trade, 1980)
- "Man Next Door" (Y Records/Rough Trade, 1980)
- "Animal Space" (Human Records, 1980)
- "Earthbeat" (CBS, 1981)

### Interviuri
- 3am Magazine Tessa Pollitt interview

### Video
- PUNKCAST#1062 Live @ Syrup Room, Brooklyn on Nov 3 2006 (Realplayer, mp4)
- PUNKCAST#1184 Live @ McCarren Park Pool, Brooklyn on Jul 28 2007 (Realplayer, mp4)